# 禁裏小番
禁裏小番（きんりこばん）とは、中世から近世にかけて、公家が毎日交替（番）で天皇のいる禁裏御所に伺候・宿直する制度。
天皇と神鏡のある内侍所を警護した。
摂関家を除いた公家が元服直後の15歳から60歳まで勤務していた（ただし、職務の多忙や長年の功労から天皇の命により免除される者もいる）。ただし、戦国時代には公家の地方下向や断絶によって人手不足になると、元服前の者も番を務めていた事例があり、江戸時代に入って後水尾天皇によって小番勤務は15歳以上と定められ、また新家設立によって人手不足が解消された後も非公式な御児の形で別途登用されて禁裏内部の雑用を務めた。また、父子（当主と後継者）が同時に出仕している場合には、子には方領（給与代わりの土地）が与えられた。また、太上天皇や皇太子に伺候する番もおり、それぞれ「院参衆」「東宮小番」と呼ばれていた。
時代によって異なるが、5人から7人の輪番制で5番・6番・10番などに編成していたが、状況によっては全体の番数を減らしたり、臨時の加番を命じることで1つの番あたりの人数を増やして対応した。各組には番頭を置き、小番奉行（武家伝奏による兼務が多い）によって管理されていた。
「禁裏小番」という呼称が成立したのは室町時代とされている（小番の仕組みそのものの成立はそれ以前と考えられる）が、この時代には経済的困窮から番の職務を果たさない者も多かった。そのため、永享2年（1430年）に室町幕府の将軍足利義教の介入によって7か条からなる改革案が定めて、常に番のうちの誰かが御所に詰めている状態にすることとして、これに違反した者には所領没収などの措置が取られた。江戸幕府も『禁中並公家諸法度』において「昼夜之御番」という表現で禁裏小番が朝廷に奉仕する公家の任務として、家業・学問と共に重視されるべきものと位置づけられていた。
1443年（嘉吉3）9月に禁闕の変が起き、内裏に後南朝方が乱入した時は甘露寺親長、四辻季春の若手公家が太刀を抜いて敵方と戦い、後花園天皇を避難させた。
文明8年（1476年）、小番の中から近臣によって構成される内々（うちうち）番とそれ以外の外様番に分けられるようになり、内々番と外様番では詰める番所なども異なっていた。本来、内々と外様は時の天皇との親疎によって分けられていたが、時代が下るにつれて家ごとに固定化されて「内々」と「外様」は一種の公家の家格となった（完全に固定化された訳では無かったが）。
寛文3年（1661年）、後水尾法皇は新たに即位する幼帝霊元天皇のために内々・外様の中から近臣となるべき者21名を抽出して新たな番を編成した。当初、新たな番は「奥之番」と呼ばれ、本来所属する内々番・外様番との掛け持ちであったが、寛文11年（1671年）に奥之番は本番所（内々・外様のそれぞれに設けられた詰所）への出仕が免除された。奥之番になった者は依然として内々・外様の名簿には名前が残されていたものの、新たな番に所属している間は事実上の専属となり、第3の小番である近習番（もしくは近習小番）が成立した。
これまで摂家の人々は小番から除かれてきたところ、慶応4年（明治元年）正月19日（1868年2月12日）に非大臣麝香間参入の人々は内々番所小番を勤仕させることになり、また同年閏4月20日（同年6月10日）、宮中三番と呼ばれていた内々・外様・近習の区別が廃止されて、「内番衆」と呼ばれるようになった。このとき内々・外様の家格も廃止した。
御前詰と称していた輩を近習と称することになり、また内番衆は30歳以上60歳未満の輩が勤番することとして、従前は勤番を免ぜられていた輩も60歳未満は復番した。小番御免の輩も60歳未満は同じ様に勤番させた。ただし、30歳未満の堂上は勤学のため小番を免じた。
明治3年3月28日（1870年4月28日）に内番衆は宮内省の管轄となり、同年11月9日（同年12月30日）に内番所を廃止し、明治3年12月25日（1871年2月14日）に宮中勤番を置いて内番を廃止すると、宮内省に出仕する職員の職務となる。

## 編成
文亀二年（1502）、正月時の禁裏小番の編成は以下の通りであった。
近臣番
- 一番　松木宗綱　山科言国　広橋守光
- 二番　三条西実隆　勧修寺経郷　東坊城和長
- 三番　四辻季経　甘露寺元長　冷泉永宣
- 四番　正親町公兼　田向重治　五条為学
- 五番　綾小路俊量　白川忠富王　五辻富仲
- 六番　勧修寺政顕　鷲尾隆康

外様番
- 一番　中御門宣胤　橋本公夏　北畠政宗
- 二番　三条実香　園基富　清閑寺家幸
- 三番　町広光　中院通世　一条実治
- 四番　四辻実仲　二条実望　四条隆永
- 五番　武者小路縁光　姉小路基綱　四条隆秀
- 六番　冷泉政為　坊城俊名　世尊寺行季
- 七番　冷泉為広　高倉永康　柳原資定
- 八番　中山宣親　飛鳥井雅俊　一条公博
- 九番　小倉季種　持明院基春　日野高光
- 十番　高辻長直　大炊御門経名

近臣番は天皇に近い公家から選ばれ天盃が下された。外様番の中には家領経営のため、地方に下ったまま全く出仕しないものもいたという。